# Koechlin (Automarke)
Koechlin war eine französische Automarke.

## Unternehmensgeschichte
Das Unternehmen S. Gerster et Cie aus Courbevoie begann 1910 oder 1911 mit der Produktion von Automobilen, die als Koechlin vermarktet wurden. 1913 oder 1914 endete die Produktion.

## Fahrzeuge
Das erste Modell war ein Rennwagen, der 1911 für den Coupe des Voitures Légères gemeldet war, aber nicht zum Rennen erschien. Für den Antrieb sorgte ein Vierzylinder-Zweitaktmotor mit 3000 cm³ Hubraum. Das Getriebe verfügte über fünf Gänge. Zwischen 1912 und 1913 waren zwei Modelle in Serienproduktion: ein Vierzylindermodell mit 2995 cm³ Hubraum und ein Sechszylindermodell mit 3000 cm³ Hubraum, beide mit einem Vierganggetriebe. Drei verschieden lange Radstände standen zur Auswahl.